# Paweł Stróżyk
Paweł Stróżyk – polski historyk, dr hab. nauk humanistycznych, profesor nadzwyczajny Instytutu Historii Wydziału Historii Uniwersytetu im. Adama Mickiewicza w Poznaniu.

## Życiorys
6 listopada 1995 obronił pracę doktorską Joannici na ziemiach polskich w średniowieczu (promotor prof. Brygida Kürbis), 16 stycznia 2012 habilitował się na podstawie pracy zatytułowanej Źródła ikonograficzne w badaniu źródłoznawczym na przykładzie drzwi gnieźnieńskich. Otrzymał nominację profesorską. Został zatrudniony na stanowisku adiunkta w Instytucie Historii na Wydziale Historii Uniwersytetu im. Adama Mickiewicza.
Objął funkcję profesora nadzwyczajnego w Instytucie Historii na Wydziale Historii Uniwersytetu im. Adama Mickiewicza w Poznaniu.